# Wizz Air Bulgaria
A Wizz Air Bulgaria a Wizz Air bolgár leányvállalata volt. 2005-ben alapították szófiai bázisrepülőtérrel. 2011-ben szűnt meg, amikor egyesült az anyavállalatával.

## Története
A bolgár cég 2006-ban engedélyt kapott a Görögországba, Törökországba és Moldovába irányuló járatok megkezdéséhez.
2011-ben a Wizz Air Bulgaria egyesült az anyavállalatával. Az összes járatot a Wizz Air Hungary vette át. A Wizz Air Bulgaria járatokat indított Szófiából Barcelonába, Valenciába, Milánóba, Brüsszelbe és megnövelte a Londonba, Rómába és Dortmundba induló járatok számát egy harmadik Airbus A320 üzembe helyezésével.

## Úticélok
Belgium
- Brüsszel - Brüsszel South Charleroi repülőtér

 Bulgária
- Burgasz - Burgasz repülőtér
- Szófia - Szófiai repülőtér
- Várna - Várna repülőtér

 Franciaország

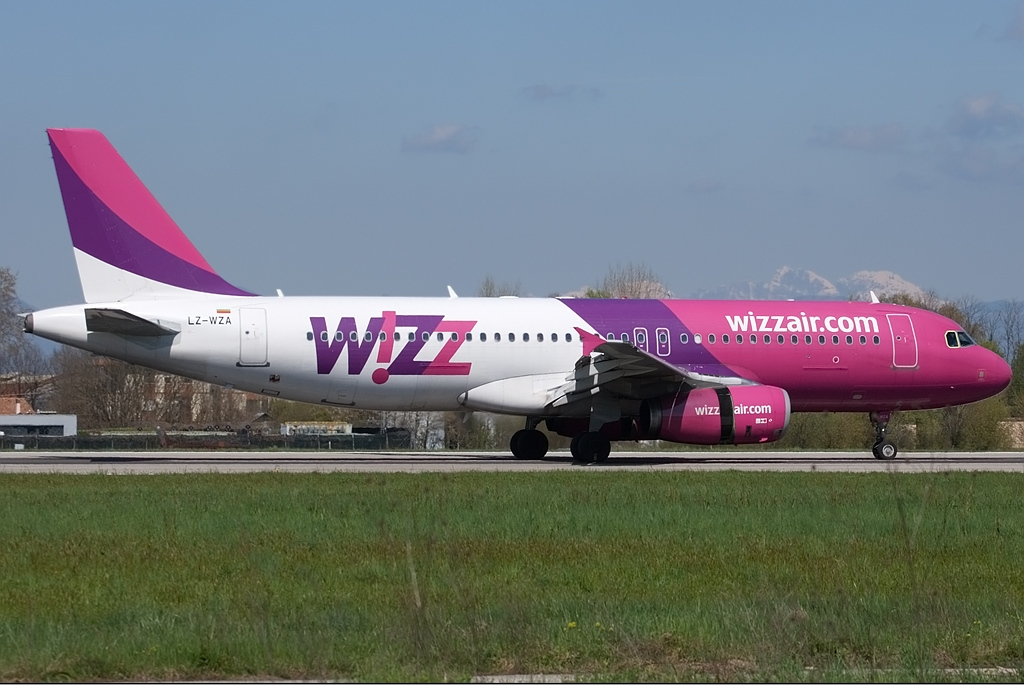
A320-200-as, gurulás az Orio al Serio repülőtéren

- Beauvais - Beauvais-Tillé Repülőtér

 Németország
- Dortmund - Dortmundi repülőtér
- Hahn - Frankfurt-Hahn repülőtér

 Olaszország
- Forli - Forli repülőtér
- Milánó - Orio al Serio repülőtér
- Róma - Róma-Fiumicino repülőtér
- Velence - Treviso repülőtér

 Hollandia
- Eindhoven - Eindhoven repülőtér

 Spanyolország

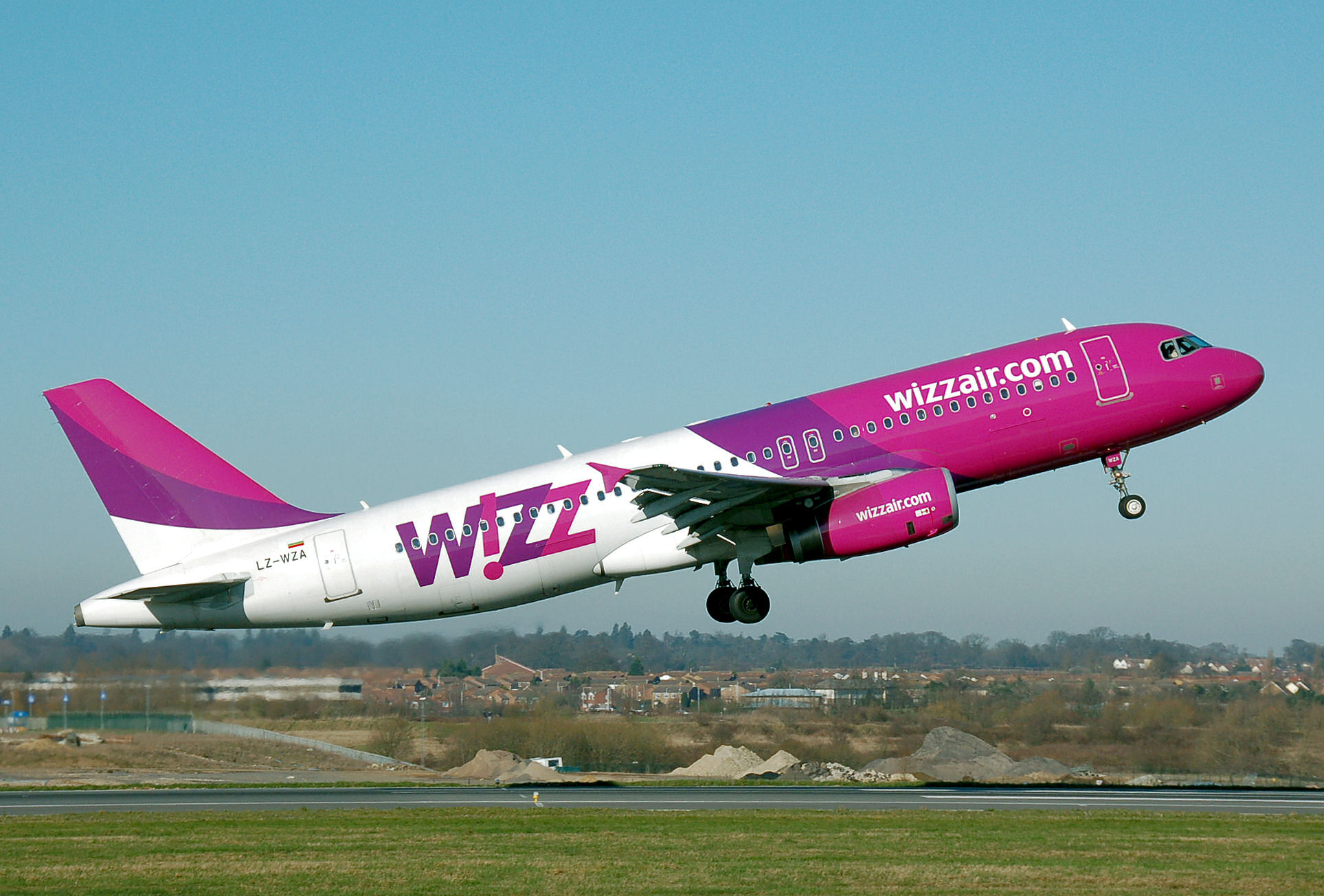
A320-200-as felszáll a London-Luton repülőtérről

- Barcelona - Josep Tarradellas Barcelona-El Prat repülőtér
- Madrid - Barajas repülőtér
- Valencia - Valencia repülőtér

 Egyesült Királyság
- London - London-Lutoni repülőtér

## Flotta
2010. májusától a Wizz Air Bulgaria flottája három Airbus A320-200 repülőgépből állt. Ezeket 2011 júliusában törölték a bolgár repülőgép-nyilvántartásból.

## Fordítás
Ez a szócikk részben vagy egészben  a   Wizz Air Bulgaria című angol Wikipédia-szócikk ezen változatának fordításán alapul.  Az eredeti cikk szerkesztőit annak laptörténete sorolja fel. Ez a jelzés csupán a megfogalmazás eredetét és a szerzői jogokat jelzi, nem szolgál a cikkben szereplő információk forrásmegjelöléseként.